# Leilani Mitchell
Leilani Seamah Mitchell (Richland, 15 giugno 1985) è una cestista statunitense naturalizzata australiana, professionista nella WNBA..

## Carriera
È stata selezionata dalle Phoenix Mercury al secondo giro del Draft WNBA 2008 (25ª scelta assoluta).
Ha giocato in vari campionati, principalmente WNBA e WNBL. Ha giocato per le New York Liberty e le Phoenix Mercury in WNBA e in Australia per le Adelaide Lightning nella WNBL.
Con l'Australia ha disputato due edizioni dei Giochi olimpici (Rio de Janeiro 2016, Tokyo 2020) i Campionati mondiali del 2018 e i Campionati asiatici del 2019.

## Palmarès
- 2 volte WNBA Most Improved Player (2010, 2019)
- Migliore tiratrice da tre punti WNBA (2010)